# Lijst van NPO Radio 2 TopSongs in 2024
Deze hits waren in 2024 NPO Radio 2 TopSong op NPO Radio 2:
| Nr. | Datum        | Artiest                                                                         | Titel                                                                           |
| --- | ------------ | ------------------------------------------------------------------------------- | ------------------------------------------------------------------------------- |
| 462 | 5 januari    | Chef'Special                                                                    | Speed of Light                                                                  |
| 463 | 12 januari   | Claude                                                                          | Écoutez-moi                                                                     |
| 464 | 19 januari   | Douwe Bob                                                                       | Nothing to Lose                                                                 |
| 465 | 26 januari   | Green Day                                                                       | One Eyed Bastard                                                                |
| –   | 2 februari   | Geen NPO Radio 2 TopSong in verband met de NPO Radio 2 Top 80's                 | Geen NPO Radio 2 TopSong in verband met de NPO Radio 2 Top 80's                 |
| 466 | 9 februari   | Hiigo                                                                           | Tankstation                                                                     |
| 467 | 16 februari  | Ilse DeLange                                                                    | Tainted                                                                         |
| 468 | 23 februari  | Beyoncé                                                                         | Texas Hold 'Em                                                                  |
| 469 | 1 maart      | MEAU                                                                            | Stukje van mij                                                                  |
| 470 | 9 maart      | Voltage                                                                         | Leave It All Behind                                                             |
| 471 | 15 maart     | DI-RECT                                                                         | Sphinx                                                                          |
| 472 | 22 maart     | Davina Michelle                                                                 | I Said No Sir                                                                   |
| 473 | 29 maart     | Lenny Kravitz                                                                   | Human                                                                           |
| 474 | 5 april      | Chef'Special                                                                    | Fly Like Me                                                                     |
| 475 | 12 april     | Jack Jarryd                                                                     | Still Love                                                                      |
| –   | 19 april     | Geen NPO Radio 2 TopSong in verband met de De Koninklijke 500                   | Geen NPO Radio 2 TopSong in verband met de De Koninklijke 500                   |
| 476 | 26 april     | Hozier                                                                          | Too Sweet                                                                       |
| 477 | 3 mei        | Rilan & The Bombardiers                                                         | Flatlining                                                                      |
| 478 | 10 mei       | Krezip                                                                          | Attention                                                                       |
| 479 | 17 mei       | HAEVN                                                                           | Promise                                                                         |
| 480 | 24 mei       | Rag'n'Bone Man                                                                  | What Do You Believe In?                                                         |
| 481 | 31 mei       | Armin van Buuren & Chef'Special                                                 | Larger Than Life                                                                |
| 482 | 7 juni       | Jana Mila                                                                       | Somebody New                                                                    |
| 483 | 14 juni      | Mell VF                                                                         | Queen of My Castle                                                              |
| 484 | 21 juni      | Chris Stapleton & Dua Lipa                                                      | Think I'm in Love with You                                                      |
| 485 | 28 juni      | DI-RECT                                                                         | Wastelands                                                                      |
| 486 | 5 juli       | Eminem                                                                          | Houdini                                                                         |
| 487 | 12 juli      | Friday                                                                          | Last Forever                                                                    |
| 488 | 19 juli      | Michael Kiwanuka                                                                | Floating Parade                                                                 |
| 489 | 26 juli      | Douwe Bob                                                                       | I Believe                                                                       |
| 490 | 2 augustus   | Jack Jarryd & Sophia                                                            | Heavy                                                                           |
| 491 | 9 augustus   | Eddie Vedder                                                                    | Save It for Later                                                               |
| 492 | 16 augustus  | The Killers                                                                     | Bright Lights                                                                   |
| 493 | 23 augustus  | Duncan Laurence, Tanishk Bagchi & Ganesh Waghela                                | Feel Your Love (Rapture)                                                        |
| 494 | 30 augustus  | Racoon                                                                          | The Ones We Seek                                                                |
| 495 | 6 september  | Acda en De Munnik                                                               | Ik zeg niets                                                                    |
| 496 | 13 september | BLØF                                                                            | Levenslang                                                                      |
| 497 | 20 september | Franz Ferdinand                                                                 | Audacious                                                                       |
| 498 | 27 september | LUNA                                                                            | Dat is het leven                                                                |
| –   | 4 oktober    | Geen NPO Radio 2 TopSong in verband met de NPO Radio 2 Top 90's                 | Geen NPO Radio 2 TopSong in verband met de NPO Radio 2 Top 90's                 |
| 499 | 11 oktober   | Jana Mila                                                                       | I Wasn't Gonna                                                                  |
| 500 | 18 oktober   | Coldplay                                                                        | All My Love                                                                     |
| 501 | 25 oktober   | HAEVN                                                                           | One Day                                                                         |
| 502 | 1 november   | The Indien                                                                      | Dancing on My Feelings                                                          |
| 503 | 8 november   | Rag'n'Bone Man                                                                  | Pocket                                                                          |
| 504 | 15 november  | Claude en Zoë Tauran                                                            | Je t'aime                                                                       |
| 505 | 22 november  | Fontaines D.C.                                                                  | In the Modern World                                                             |
| –   | 29 november  | Geen NPO Radio 2 TopSong in verband met de stemweek van de NPO Radio 2 Top 2000 | Geen NPO Radio 2 TopSong in verband met de stemweek van de NPO Radio 2 Top 2000 |
| 506 | 6 december   | Danny Vera en Krezip                                                            | It All Means Nothing (You're Not Here Now)                                      |
| 507 | 13 december  | Douwe Bob & Sera                                                                | Could Have Been Us                                                              |
| –   | 20 december  | Geen NPO Radio 2 TopSong in verband met de NPO Radio 2 Top 2000                 | Geen NPO Radio 2 TopSong in verband met de NPO Radio 2 Top 2000                 |
| –   | 27 december  | Geen NPO Radio 2 Topsong in verband met de NPO Radio 2 Top 2000                 | Geen NPO Radio 2 Topsong in verband met de NPO Radio 2 Top 2000                 |

2014 ·
2015 ·
2016 ·
2017 ·
2018 ·
2019 ·
2020 ·
2021 ·
2022 ·
2023 ·
2024 ·
2025